# استوارت گراهام (بازیگر)
استوارت گراهام (انگلیسی: Stuart Graham؛ زادهٔ ۳۱ اوت ۱۹۶۷) یک هنرپیشهٔ سینما و صحنهٔ اهل ایرلند شمالی است.
از فیلم‌هایی که وی در آن نقش داشته‌است می‌توان به مایکل کولینز (۱۹۹۶)، ترانه‌ای برای یک پسر ژنده‌پوش (۲۰۰۳)، گرسنگی (۲۰۰۸)، افشاگر (فیلم ۲۰۱۰) (۲۰۱۰)، کریستوفر و نوعش (۲۰۱۱)، بندزن خیاط سرباز جاسوس (۲۰۱۱)، مری شلی (۲۰۱۷)، درمان شده (۲۰۱۷) و بیگانه (۲۰۱۷) و تئاتر برنیس (۱۹۹۰) در تئاتر ملی سلطنتی، لمبت (محصول تئاتر ملی سلطنتی) اشاره کرد.